# Île aux Marins
Île aux Marins (Frans voor Zeevaarderseiland) is een klein eiland in het Franse overzeese gebied Saint-Pierre en Miquelon, gelegen voor de kust van het eiland Saint-Pierre in de Atlantische Oceaan. Het eiland beslaat een oppervlakte van ongeveer 0,375 km² en heeft sedert de jaren '60 geen inwoners meer.

## Geografie
Île aux Marins is ongeveer 1500 meter lang en 100 tot 400 meter breed. De hoogte van het eiland varieert tussen de 0 en 35 meter. Samen met Île aux Pigeons, Île aux Vainqueurs en Grand Colombier, maakt Île aux Marins deel uit van een kleine eilandengroep rond Saint-Pierre.

## Geschiedenis
Het eiland kende vroeger slechts een gemeente, die werd gesticht in 1604. Het kende een enorme bloei in de 19de eeuw (met 594 inwoners in 1897), maar sinds de laatste families er wegtrokken in 1965, is het eiland een soort spookeiland geworden. Vrijwel alle gebouwen staan er nog in de toenmalige staat: een kerk, een kerkhof, een museum, een school en een handvol vissershuisjes.

## Naam
De naam van het eiland is in de loop van de eeuwen gewijzigd. Voor 1920 heette het eiland Île-aux-Chiens (Frans voor Hondeneiland). Gedurende de jaren '20 wijzigde de naam naar Île aux Marins, verwijzend naar de vissersbevolking.
- Bibliothèque nationale de France: cb13340819j (data)
- Système universitaire de documentation: 05018623X
- Virtual International Authority File: 6191148574278724430008